# ژاک دووال
ژاک دووال (فرانسوی: Jacques Deval‎؛ ۲۷ ژوئن ۱۸۹۵ – ۱۹ دسامبر ۱۹۷۲) فیلم‌نامه‌نویس و نمایشنامه‌نویس اهل فرانسه بود.
او با کارگردانان بزرگی چون رابرت زی. لنرد، هنری کینگ، ادوارد سجویک، فرانکو روسی، ادوارد اچ. گریفیت، موریس کلوش و ژان-پیر ملویل همکاری داشت.